# Proleter Zrenjanin
Le  Proleter Zrenjanin est un club omnisports serbe, situé à Zrenjanin. Il compte plusieurs sections.

## Sections
Parmi les sections du club, on trouve :
- arts martiaux (judo), sambo, aïkido
- athlétisme
- basket-ball : voir KK Proleter Zrenjanin. La section basket est célèbre pour avoir vu les premiers pas du basketteur Dejan Bodiroga.
  - Champion de Yougoslavie (1) : 1956
  - Vice-champion : 1948, 1952, 1955, 1957
- échecs
- football : le FK Proleter Zrenjanin a fusionné en 2006 avec le Buducnost Banacki Dvor pour former le FK Banat Zrenjanin.
- handball : voir RK Proleter Zrenjanin. La section a disputé deux finales européennes (Coupe des clubs champions en 1991  et Coupe de l'IHF en 1990) et a remporté deux championnats nationaux.
- lutte : Kristijan Fris, 3e aux championnats du monde 2007 en moins de 55 kg.
- natation : PK Proleter Zrenjanin'
- taekwondo
- water-polo